# 三輪敬之
三輪 敬之（みわ よしゆき、1947年9月26日 - ）は、工学博士、早稲田大学創造理工学部総合機械工学科教授。
生命機械工学や共創工学を提唱し、生活の場をデザインするための人間の心身の働きを考慮した共存在のコミュニケーション技術についての研究を行っている。

## 略歴
- 愛知県名古屋市出身[1]
- 1971年：早稲田大学理工学部機械工学科卒業
- 1976年：早稲田大学大学院理工学研究科修了、早稲田大学助手
- 1979年：早稲田大学専任講師、工学博士取得
- 1981年：早稲田大学助教授
- 1986年：早稲田大学教授

## 著書

### 単著
- 生命機械工学 (生命工学シリーズ) 　裳華房 ISBN 978-4785359065

### 共著
- 場と共創　NTT出版 ISBN 978-4757120372